# Turopolje
Turopolje je deo Posavine južno od Zagreba, ograničeno desnom obalom Save na istoku i severu, Vukomeričkim goricama na zapadu i Kupom na jugu.

## Geografski položaj
Geografski u najužem smislu Turopolje se odnosi na ravnicu koja se pruža na aluvijalnoj ravni dugoj 45, a širokoj do 23 km, koje zauzima područje od oko 600 km², s prosečnom visinom od 110 metara nadmorske visine. Turopoljska aluvijalna ravan nalazi se između Posavine (močvarnije nizije uz reku Savu) na severu i Vukomeričke gorice (niskog uravnjenog gorja)na jugu. Kroz Turopoljsku niziju teče reka Odra s pritokom Lomnicom.
U nešto širem smislu u Turopolje se ubraja prostor nekadašnje opštine Velika Gorica koji obuhvata Turopoljsku Posavinu, Turopoljsku ravnicu, srednji deo Vukomeričkih gorica sve do srednjeg Pokuplja.
U najširem smislu od davnine Turopoljem se naziva širi prostor koji je ograničen sa prirodnim međama a proteže se između reke Save na severu, reke Kupe na jugu, Žumberačke gore na zapadu i dela grada Siska koji se nalazi u međurečju Save i Kupe na istoku.
Najveće naselje je grad Velika Gorica, koje se pod imenom Gorica prvi put spominje 1228. godine. Druga važnija naselja su: Mraclin (mlađe kameno doba), Velika Mlaka, Staro Čiče (bronzano doba), Šćitarjevo (rimsko doba), Gornji Hruševec (rimsko doba), Lukavec (15. vek), Lekenik, Vukojevac, Pešćenica, Buševec, Kuče, Ogulinec, Kravarsko, Vukovina, Pokupsko, Poljana Lekenička, Brežani Lekenički, Bukevje, Roženica, Gornji Vukojevac, Donji Vukojevac...itd.

## Istorija
Ime Turopolje nastalo je po vrsti evropskog bizona (govedu tur) koje je živelo u Turopoljskim šumama hraneći se visokom travom i raznim drugim biljem. Poslednji primerak te životinje zabiležen je oko 1800-e godine.
Prvotno prostor Turopolja nastao je kao Turopoljski Arhiđakonat (kasnije Plemenita opština Turopolje) protežući se od Samoborsko-Okićkog poseda na zapadu pa sve do Lekenika gde se graničila sa Kaptolskim-Sisačkim posedom na istoku, na severu od Svete Klare i reke Save graničeći se sa posedima Gradeca i Zagrebačkog Kaptola pa sve do Gornjeg Hruševca na jugu u Vukomeričkim goricama gde je Turopolje graničilo sa posedom Topuske opatije.
Unutar ovih granica živelo je slobodno stanovništvo koje je bilo udruženo u porodične zadruge i posedovalo je svoju vlastitu zemlju te nije bilo podložno velikašima niti bilo kakvom kmetskom odnosu.
Zbog povlastica koje je stanovnicima Turopolja dao hrvatsko-ugarski kralj Bela IV, Turopoljci su zadržali slobodu i postali plemići jednoselci (sami svoji gospodari) i nikada nisu postali ničiji kmetovi. Oduvek su Turopoljci zbog sačuvane slobode i samostalnosti bili slobodoumni i ponosni ljudi što je na zanimljiv način opisao poznati hrvatski književnik i novelist Slavko Kolar u svojim novelama „Breza“ i „Svoga tela gospodar“ opisujući život Turopoljskog sela Gornji Hruševec.
Nakon Drugog svetskog rata ukinuta je Plemenita opština Turopolje i nastala je nova opština pod imenom Velika Gorica kao naslednica nekadašnje opštine.
U devedesetim godinama 20-og veka opština Velika Gorica raspala se na Grad Veliku Goricu, i opštine Kravarsko, Pokupsko i Orle kao pravne naslednice nekadašnje Plemenite opštine Turopoljske.

## Turistička odredišta i znamenitosti
1. Crkva naveštenja B.D. Marije - Velika Gorica
2. Kapela sv. Barbare - Velika Mlaka
3. Kapela ranjenog Isusa - Pleško polje
4. Aerodrom Zagreb - Pleso
5. Muzej Turopolja - Velika Gorica
6. Andautonija - Ščitarjevo
7. Jezero Čiče - Novo Čiče
8. Kurija Zlatarić - Bukevje
9. Most na Odri - Čička Poljana
10. Crkva sv. Bartola - Orle
11. Sava kod Veleševca
12. Kurija Alapić - Vukovina
13. Župna crkva sv. Petra Apostola - Veleševec
14. Vrata od krča - Turopoljski lug
15. Odra
16. Rimsko Gradišće, Ad Fines- Gornji Hruševec
17. Turopoljski lug
18. Čardak porodice Debić - Vukojevac
19. Kapela sv. Ivana Krstitelja - Buševec
20. Izletište „Svoga tela gospodar“ - Krušak
21. Crkva sv. Križa - Kravarsko
22. Kapela Presvetog Trojstva - Pokupski Gladovec
23. Crkva sv. Ladislava - Pokupsko
24. Kapela sv. Jurja - Lijevi Štefanki
25. Kupa - Gradska plaža kod Pokupskog
26. Kapela sv. Petra i Pavla - Pokupsko Cerje
27. Kapela sv. Roka - Cvetković Brdo
28. Crkva Majke Božje Snježne - Dubranec
29. Dvorac Lukavec - Lukavec
30. Kurija Modić Bedeković - Donja Lomnica
31. Kapela sv. Vida - Mraclin
32. Kapela Srca Isusova i Marijina - Lukavec
33. Rezervat sive čaplje Kravaršćica - Kravarsko

## Stanovništvo Turopolja
- Turopolje je izrazito gusto naseljen kraj Hrvatske. Nekadašnja opština Velika Gorica deli se na

Gradsko podrućje Velika Gorica, opštinu Orle, opštinu Kravarsko i opštinu Pokupsko a zajedno broje više od sedamdeset hiljada stanovnika.
- Nacionalni sastav je homogen, gotovo isključivo Hrvatsko stanovništvo sa vrlo niskim postotkom nacionalnih manjina.

## Ekologija Turopolja
O izuzetnoj raznovrsnosti biljnog i životinjskog sveta Turopolja najbolje govori regionalni popis zaštićenih i ugorženih vrsta u nastavku. Veliki deo stanoviništva svojim potpisom peticije skrenuo je paznju na devastaciju naselja i okoliša koju će prouzrokovati otvaranje još jednog prometnog koridora u uskom pojasu Turopolja. Stanovništvo i večina stručne javnosti zalažu se za promenu trase i korišćenje prostora uz već postojeći železnički koridor kako bi se izbeglo dodatno opterećivanje ekosistema u Turopolju.
Biljke:
Fritillaria meleagris, Anacamptis pyramidalis.
Leptiri (Lepidoptera):
Iphiclides podalirius - prugasto jedarce, Papilio machaon - lastin rep, Apatura iris - velika modra preljevica, Apatura ilia - mala modra preljevica.
Vodozemci (Amphibia):
Salamandra salamandra - pjegavi daždevnjak, Triturus vulgaris - mali vodenjak, Triturus alpestris - planinski vodenjak, Triturus carnifex - veliki vodenjak, Bombina bombina - crveni mukač, Bombina variegata - žuti mukač, Bufo bufo - smeđa krastača, Hyla arborea - obična gatalinka, Rana arvalis - močvarna smeđa žaba, Rana dalmatina - šumska smeđa žaba, Rana temporaria - livadna smeđa žaba.
Gmizavci (Reptilia):
Emys orbicularis - barska kornjača, Lacerta agilis - livadna gušterica, Anguis fragilis - sljepić, Natrix natrix - bjelouška, Coronellaaustriaca - smukulja, Elaphe longissima - eskulapova zmija.
Ptice (Aves):
Tachybaptus ruficollis - mali gnjurac, Ardea cinerea - siva čaplja, Ciconia nigra - crna roda, Ciconia ciconia - roda, Circus aeruginosus - eja močvarica, Accipiter gentilis - jastreb, Accipiter nisus - kobac, Buteo buteo - škanjac, Aquila pomarina - orao kliktaš, Falco tinnunculus - vjetruša, Porzana porzana - riđa štijoka, Crex crex - prdavac, Cuculus canorus - kukavica, Tyto alba - kukuvija, Strix aluco - šumska sova, Strix uralensis - planinska sova, Strix otus - mala ušara, Picoides major - veliki djetlić, 
Picoides medius - crvenoglavi djetlić, Picoides minor - mali djetlić, Hirundo rustica - lastavica, Anthus trivialis - prugasta trepetljika, Motacilla cinerea - gorska pastirica, Turdus merula - kos, Turdus pilaris - drozd bravenjak, Muscicapa striata - muharica, Lanius collurio - rusi svračak, Fringilla coelebs - zeba, Fringilla montifringilla - sjeverna zeba, Pyrrhula pyrrhula - zimovka, ... (ukupan popis zaštićenih ptica broji 123. vrste).
Sisari (Mammalia):
Crocidura leucodon - dvobojna rovka, Neomys anomalus - močvarna rovka, Neomys fodiens - vodena rovka, Sorex araneus - šumska rovka, Sorex minutus - mala rovka, Rhinolophus ferrumequinum - veliki potkovnjak, Nyctalus noctula - rani večernjak, Plecotus auritus - smeđi dugouhi šišmis, Pipistrellus pipistrellus - patuljasti šišmis, Pipistrellus nathusii - mali šumski šišmis, Myotis daubentoni - riječni šišmis, Myotis mystacinus - brkati šišmis, Myotis emarginatus - riđi šišmis, Myotis blythii - oštrouhi šišmis, Myotis myotis - veliki šišmis, Eptesicus serotinus - kasni nočnjak, Muscardinus avellanarius - puh lješnikar, Microtus (multiplex) liechtensteini - istočnoalpski voluharić, Castor fiber - dabar, Lutra lutra - vidra, Mustela nivalis - lasica, Mustela erminea - zerdav, Mustela putorius - tvor, Martes foina - kuna belica, Meles meles - jazavac, Capreolus capreolus - srna, Cervus elaphus - jelen, Sus scrofa - divlja svinja, Lepus europaeus - europski zec, Vulpes vulpes - lisica.
Popis ugroženih biljnih i životinjskih vrsta
Biljke:
Vinca minor - mali zimzelen (pavenka), Leucoium vernum - drijemovac, Fritillaria meleagris - kockavica, Orchis coriophora - vonjavi kaćun, Orchis morio - obični kaćun, Orchis tridentata - mali kaćun (trozubi), Marsilea quadrifolia - četverolisna raznorotka, 
Butomus umbellatus - vodoljub.
Leptiri:
Lycaena dispar - kiseličin crvenko, Zerynthia polyxena - uskrsni leptir.
Gmizavci:
Elaphe longissima - eskulapova zmija, Emys orbicularis - barska kornjača.
Ptice:
Aquila pomarina - orao kliktaš, Ciconia nigra - crna roda, Actitis hypoleuca - mala prutka, Anas querquedula - patka pupčanica, Alcedo atthis - vodomar, Porzana porzana - riđa štijoka, Crex crex - prdavac, Strix uralensis - planinska sova, Picus canus - siva žuna, Pandion haliaetus - bukoč, Ixobrychus minutus - čapljica voljak, Nycticorax nycticorax - gak, Accipiter gentilis - jastreb, Picoides medius - crvenoglavi djetlić, Picoides minor - mali djetlić.
Sisari:
Castor fiber - dabar, Lutra lutra - vidra, Myotis emarginatus - riđi šišmis, Microtus (multiplex) liechtensteini - istočnoalpska voluharica, Rhinolophus ferrumequinum - veliki potkovnjak, Lepus eruopaeus - europski zec.

## Spoljašnje veze
- Autocesta.org
- Problem autoceste kroz Turopolje u medijima.
- Peticija za promjenu trase autoceste.
- Zakon o uređenju Plemenite Općine Turopoljske 1895., Sbornik zakonah i naredabah valjanih za kraljevinu Hrvatsku i Slavoniju, 1885 (I.-XXI.) str. 199-204, Zagreb 1885.